# Romualdo Prati
Romualdo Prati (Hofgarten, 3 de fevereiro de 1874 — Villa Agnedo, 16 de setembro de 1930), também conhecido no Brasil como Romoaldo Pratti, foi um pintor austro-italiano que atuou na Europa e no estado brasileiro do Rio Grande do Sul. Embora sua memória esteja hoje bastante apagada, em seu tempo recebeu importantes prêmios e teve produção muito requisitada, especialmente no gênero do retrato.

## Origens
Era filho de Stefano Probo Prati, pertencendo a uma família de artistas. Nascido em Hofgarten, nas proximidades de Salzburgo, quando tinha um ano de idade seus pais se mudaram para Caldonazzo, na Itália. Sua vocação se manifestou desde pequeno, sendo introduzido no ofício da pintura por seus tios Eugenio e Giulio Cesare. Em 1890 matriculou-se na Academia de Belas Artes de Veneza, tornando-se discípulo de Pompeo Molmenti. Em pouco tempo seu talento foi reconhecido, ganhando duas medalhas e um diploma em concursos promovidos pela Academia.

## Temporada no Brasil
Em 1895 mudou-se para o Brasil com os pais e os tios Leone e Anacleto, esperando encontrar oportunidades de trabalho, fixando-se em Porto Alegre. Ali permaneceria por cerca de dez anos, deixando uma marca na história da pintura do Rio Grande do Sul em um momento de consolidação do ofício em termos profissionais e quando a pintura regional iniciava a fase de pleno amadurecimento.

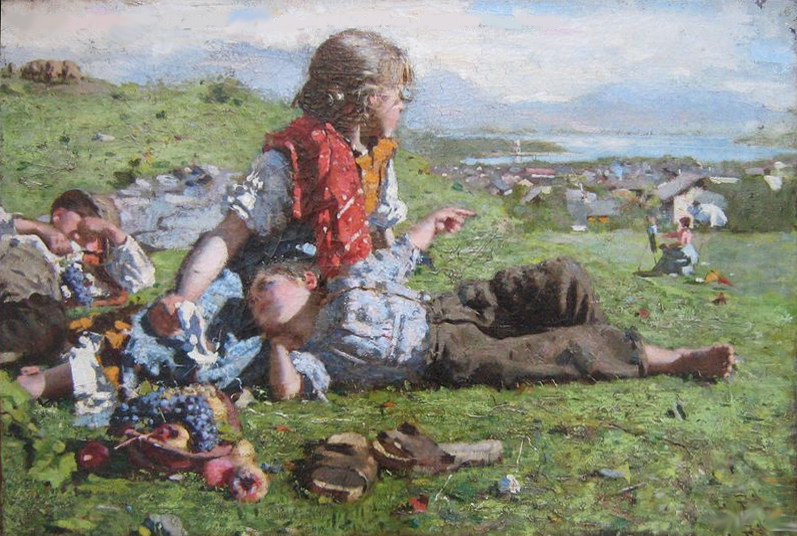
Dolce far niente, 1894.

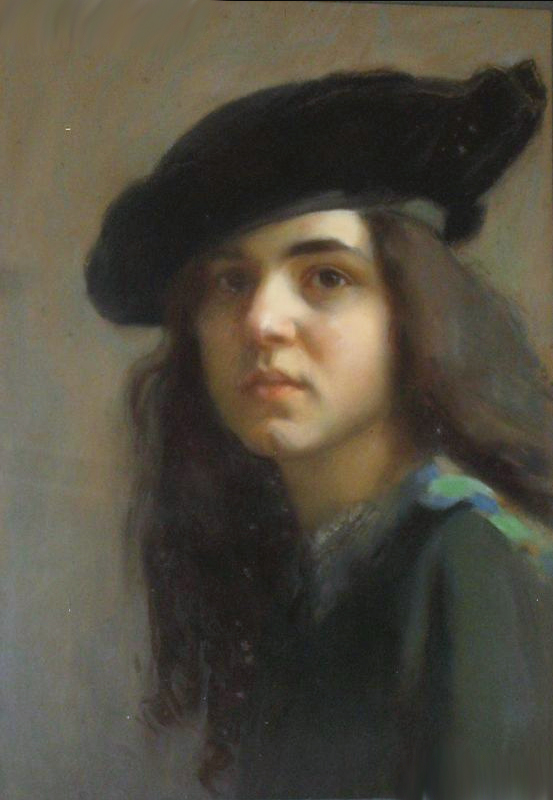
Retrato de moça, s/d.

Em Porto Alegre dedicou-se ao magistério, sendo mestre entre outros de Francisco Manna, que depois desenvolveu carreira de sucesso, e Edília Azarini, que foi também professora e formou muitos alunos. Sua produção está principalmente no gênero do retrato, que tinha o maior mercado, mas também deixou muitas cenas do cotidiano, paisagens e naturezas-mortas. Expôs junto com os mais destacados pintores da sua época, incluindo Pedro Weingärtner, Libindo Ferraz, Augusto Luiz de Freitas e outros, na primeira galeria de arte de Porto Alegre e do estado, uma sala especial criada nas dependências do bazar Ao Preço Fixo, localizado na Rua da Praia, o ponto de maior movimento da cidade. Até então os pintores costumavam apresentar seus trabalhos apenas em seus atelies ou em vitrines de lojas, e a iniciativa foi um êxito. Em 1898 participou do Salão Nacional no Rio de Janeiro, recebendo medalha de ouro. Também expôs no Salão de 1901 em Porto Alegre, uma seção da grande Exposição Agropecuária e Industrial, recebendo medalha de prata. No ano seguinte voltou a concorrer no Rio, recebendo outra medalha de ouro.
Pintor muito festejado em Porto Alegre, sua produção recebeu críticas entusiásticas de seus contemporâneos. Marcelo Gama, por exemplo, o descreveu como "artista apaixonado, ardente, irrequieto, nervoso, amante da luz, do sol, do céu azul, da natureza, do movimento, da vida", e o comparou a Pedro Weingärtner. No entanto, disse Athos Damasceno que essa comparação é um exagero. Não obstante, nos poucos anos de sua estada no Brasil fez muitos discípulos, contribuindo para difundir a técnica num tempo em que ainda não havia academias e escolas profissionalizantes de pintura, incutindo também em um público considerável o gosto pela arte em uma região ainda provinciana e que só há pouco tempo começara a se interessar pela cultura erudita em ampla escala e expandir seus horizontes. Sua importância se acentua em vista do fato de que Porto Alegre era, como ainda é, o principal foco irradiador da influência cultural para o estado. A apreciação de Ventura Pinto de Oliveira resumiu sua contribuição ao cenário artístico regional:
"Romoaldo Pratti é um professor consciencioso e um artista de fina têmpera. A nossa modesta exposição revela as duas faces do seu talento. Como artista Pratti expõe dezenove trabalhos de aquarela e óleo. Como professor apresenta três discípulas e quatro discípulos que fazem honra ao mestre e que constituem formosíssimas esperanças. Pratti é um nome feito neste pequeno meio artístico em que a sua indiscutível influência se revela diariamente. Não é, nem ele se reputa, uma celebridade, mas incontestavelmente é um exímio cultor da arte. O seu pincel é mais severo e original quando pinta a óleo do que colorindo aquarelas. Naquele gênero tem um estilo que não é próprio, por isso que muito se aproxima da escola veneziana, da qual é discípulo discreto e digno, mas que tem um certo sabor de originalidade, um cunho especial que ele sabe transmitir a seus alunos, sem contudo reproduzir-se ou repetir-se. Já na Exposição Estadual, a seção de pintura deveu-lhe grande parte do sucesso que teve; ali foram consagrados o seu talento e o progresso dos seus discípulos".

## De volta à Europa

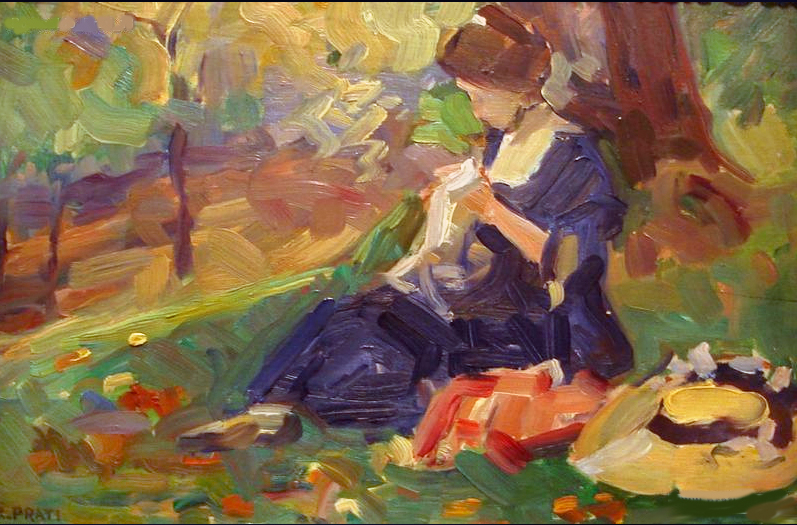
Sem título, s/d.

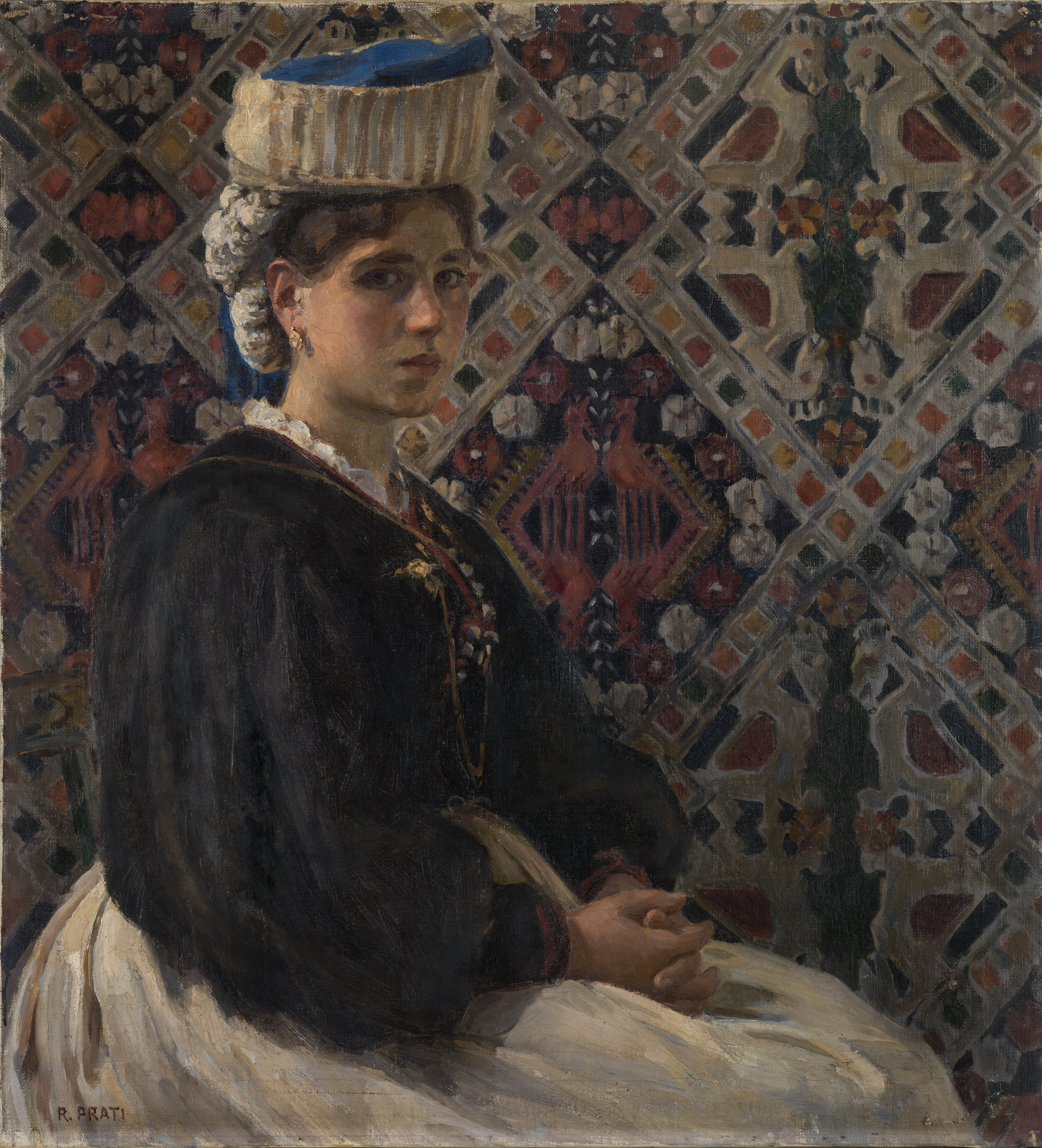
Retrato de mulher em costume popular, 1920

Voltando à Europa em 1904, estabeleceu-se em Paris a fim de buscar aperfeiçoamento na Academia de Belas Artes, estudando com Ferdinand Humbert, ao mesmo tempo tendo aulas privadas com Eugène Carrière, através de quem entrou em contato com a produção de  Henri Matisse e André Derain, que influenciaram decisivamente seu estilo maduro. Depois de três anos, abriu um atelier próprio, mantendo-o até 1909, quando decide retornar em férias a Caldonazzo, onde tornou-se o pintor favorito da elite local, recebendo muitas encomendas de retratos.
Em 1911 estava novamente em Paris, participando do Salão, e em 1915 radicou-se definitivamente na Itália, passando a viver em Florença, ali permanecendo até 1919 e realizando pinturas de temática urbana e paisagens. Em seguida mudou-se para Roma, onde abriu novo atelier e uma escola de pintura para estrangeiros. Frequentava o círculo de artistas Società dei XXV e tornou-se amigo do pintor Camillo Innocenti e do antiquário, poeta e escritor Augusto Jandolo. Suas obras neste período são principalmente voltadas à paisagem bucólica dos Abruzzi e a personagens típicos regionais. Em 1926 participou da III Bienal de Veneza-Trentino, realizada em Bolzano, e no mesmo ano organizou em Roma sua última exposição individual. No ano de 1927 ainda participou de algumas importantes coletivas, mas já estava doente. Mudou-se para Villa Agnedo, no Trentino, em companhia do primo Angelico, falecendo em 16 de setembro de 1930, quando ainda fazia planos de voltar a expor no Brasil. Foi casado com a brasileira Olga da Fontoura Carvalho, pintora amadora, gerando Ofelia e Susanna.
No Trentino seu legado tem sido objeto de recuperação recente. Suas obras fazem parte do acervo de museus e coleções privadas e têm sido expostas em coletivas. Em 2007 Alberto Pattini, presidente do Conselho Comunal de Trento, em parceria com André Luiz Riegel Prati, criaram um website com uma galeria de obras e documentos sobre o artista. Pattini também escreveu um livro em que aborda a tradição artística da família Prati. Em 2011 foi montada em Caldonazzo uma retrospectiva  que comemorou os 80 anos de sua morte, quando foi publicado um livro sobre sua obra.